# Острови на блажените
Острови на блажените е митично място в древногръцката и келтската митология, където героите и други знатни смъртни са приети от боговете в блажен рай. За тези острови се счита, че се намират в Западния океан близо до завоя на безкрайната река Океан, която опасва земята. Мадейра, Канарските острови, и Кабо Верде също за считани за вероятни местонахождения на Островите на блажените. Там управлява бащата на Зевс – Кронос. Някои от героите, които са посещавали островите на блажените според гръцката митология са: Ахил, Хектор, Патрокъл, Менелай и др.
Плиний Стари в своята „Естествена история“ добавя, че те „изобилстват от плодове и птици от всеки вид“.
„На Острова на блажените“ е антология на Пенчо Славейков, в която той иносказателно нарича така България.